# Фраскаро (Перуђа)
Фраскаро (итал. Frascaro) је насеље у Италији у округу Перуђа, региону Умбрија.
Према процени из 2011. у насељу је живело 73 становника. Насеље се налази на надморској висини од 755 м.